# راميش تشاندرا جها
راميش تشاندرا جها (بالإنجليزية: Ramesh Chandra Jha)‏ (8 مايو 1928، موتيهاري في الهند - 7 أبريل 1994، موتيهاري في الهند)؛ شاعر، صحفي، كاتب وروائي هندي.